# 1/2 revolution
1/2 revolution er en dokumentarfilm fra 2011 instrueret af Omar Shargawi og Karim El Hakim efter eget manuskript.

## Handling
Den danske filminstruktør Omar Shargawi kom til Cairo i januar 2011 for at lave en fortælling om egyptiske gadebørn. Han kunne ikke have forudset, at der dagen efter ville udbryde revolution. Med kollega og fotograf Karim El Hakim ved sin side fanger Shargawi de barske realiteter ved revolutionen, ting der sker udenfor de internationale mediers synsfelt, væk fra Tahrir-pladsen, ude i sidegaderne, i baggårdene og i folks hjem. De to venner bliver fanget af det hemmelige politi, som vil ødelægge filmmaterialet. Her bliver de tævet og først løsladt, da myndighederne opdager deres internationale pas. Karim og Omar flygter ud af landet med filmens materiale gemt i en barnevogn. Så heldige var det ikke alle, der var...